# 신마치역 (군마현)
신마치역(일본어: 新町駅, しんまちえき)은 일본 군마현 다카사키시에 있는 동일본 여객철도（JR동일본）다카사키 선의 역이다.

## 타는 곳
| 1 | ■다카사키 선                          | 구마가야・오미야·우라와·아카바네·우에노 방면                                   |
| 1 | ■쇼난 신주쿠 라인（도카이도 선 직결） | 구마가야・오미야·이케부쿠로・신주쿠・요코하마・오후나・히라쓰카・오다와라 방면 |
| 2 | ■다카사키 선                          | （사용중지）                                                                   |
| 3 | ■다카사키 선                          | 다카사키・마에바시 방면                                                        |

## 인접역
동일본 여객철도
■다카사키 선・■■쇼난 신주쿠 라인
진보하라 - 신마치 - 구라가노